# がじぇっと
『がじぇっと』は、衛藤ヒロユキによる日本の漫画作品。『月刊コミックブレイド』（マッグガーデン）にて、2002年7月号から2005年4月号まで連載された。単行本は全3巻。中学生同士の恋を中心に「はっきりとしない、なんだかよく分らないモノ」・「成長する機械」であるビビリアンの謎を追う展開を絡めた作品。

## 登場人物

### 明彩中学校
鳥賀周一（とりが しゅういち）
本作の主人公。通称「シュウ」。電気店を経営していた父の元で、幼い頃から機械いじりに興味を持つ。明彩中学校に通う。周りで起こる奇妙な機械の「誤作動」の原因を探るうち、ビビリアンにまつわる騒動に巻き込まれていく。
多来真奈美（たらい まなみ）
本作品のヒロインで周一とは同級生。通称「タレちゃん」。陸上部。おとなしい性格と独特の高く可愛らしい声で、憧れる男子は多い。「機械に好かれている」としか言いようのない不思議な現象をたびたび起こし、周一とともにビビリアンにまつわる騒動に巻き込まれていく。
大塚啓太（おおつか けいた）
周一の親友。UFO・異星人といった超常現象に興味があり、周一と共にビビリアンについて探っていくこととなる。姉がセレクトショップを経営している影響で、垢抜けており、女子からもてる。
赤峰由紀（あかみね ゆき）
クラス委員。勝気な性格。密かに鳥賀に想いを寄せていた。
高梨かおり（たかなし かおり）
周一の同級生。ギャルっぽい性格。マキの親友。噂を広めることで増殖するビビリアンを所有している。
マキ
かおりの親友。常にかおりと一緒にいる長髪の女の子。
折神雅貴（おりがみ まさき）
周一の同級生。通称「マサキ」。市内ジュニア空手3位の腕前を持つという噂の高身長の男子。原田久美子のことが好き。
瑠璃亜
周一の同級生。久美子と仲が良い。
原田久美子（はらだ くみこ）
天然パーマの周一の同級生。
園田なつみ（そのだ なつみ）
多来の所属する女子陸上部部長。
加藤イチコ（かとう イチコ）
多来の友人。女子陸上部所属。
ヒトミ
明彩中の女子。ビビリアンに関わり、歌と対立している。

### 櫻台中学校
進藤歌（しんどう うた）
進藤物産の令嬢で有名進学校櫻台学園に通う。バンド「ロケットガール」のボーカル、ハイジのファン。周囲に「歌サマ」と呼ばれている。UFOのような巨大ながじぇっとを所持し、ビビリアンに詳しいらしい。
秋戸みのり（あきと みのり）
歌とは同級生。おとなしい性格。自作漫画を描く趣味がある。

### 登場人物の家族
周一の父
本名は作品内で明かされていない。周一には「オヤジさん」と呼ばれる。かつて「鳥賀電気店」という電気店を経営していたが、後に閉店。周一のよき理解者であり、機械いじりについての相談役でもあるが、閉店をきっかけに周一は父親との距離を感じるようになった。
多来今日子（たらい きょうこ）
真奈美の母。
多来良夫（たらい よしお）
真奈美のおじいさんであり、ビビリアン及びがじぇっとの発明者。作中においては多来博士と呼ばれている。
大塚ミラノ（おおつか みらの）
セレクトショップ「ジェットラグ」を経営する22歳。啓太の姉。

### その他
ノリコ
啓太の小学校時代の友人。
ケイ
啓太の小学校時代の友人だった女の子。おとなしい性格ながら、啓太のことが気になり続けていた。
ハイジ
バンド「ロケットガール」のボーカル。一匹狼で人と関わらない性格。
モン吉
「ロケットガール」のベーシスト。ジェットラグに時々やってくる。
ミセスマリネティーヌ
原宿で占い師をやっている女性。ビビリアンについて詳しいらしい。
岡本進二（おかもと しんじ）
多来博士の助手。がじぇっとをばらまいた人物。
岡本未来（おかもと みらい）
岡本進二の孫。ガルガリンを守護する一人。

## 用語
ビビリアン
機械を渡り歩き、自己増殖するチップ。「何のために」という大儀を持たず、年頃の子供の持つ機械に感染する。
がじぇっと
飼い主を得て、機械として安定したビビリアン。持ち主の願望を叶えるために動くようになる。持ち主に合わせて成長、進化し、元の機械とはかけ離れた機能やデザインを持つようになる。中学の女の子の間では、大人に内緒でがじぇっとを所持することが流行っており、がじぇっとによる交流も盛んであるが、がじぇっとを戦わせたり、がじぇっと同士で優劣をつけたりすることは最大のタブーとなっている。
メカバケ
機械が自分で何かに向かっているような故障。ビビリアンによって起こる。
日本超修理協会
通称「直し屋」と呼ばれ、メカバケの修理を専門で行う。電機メーカーの共同出資で運営。
ガルガリン
がじぇっとの見張り番役を担う。がじぇっとを持つ女の子達にとっては信仰の対象。